# Manuel de Jesús Serrano Abad

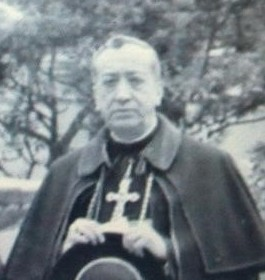
Manuel de Jesús Serrano Abad

Manuel de Jesús Serrano Abad (* 25. Dezember 1898 in Cuenca, Ecuador; † 21. April 1971 ebenda) war Erzbischof von Cuenca.

## Leben
Manuel de Jesús Serrano Abad empfing am 22. Dezember 1922 die Priesterweihe.
Papst Pius XII. ernannte ihn am 18. August 1954 zum Titularbischof von Arsinoë in Arcadia und bestellte ihn zum Weihbischof in Cuenca. Die Bischofsweihe spendete ihm am 13. November desselben Jahres Carlos María Kardinal de la Torre, Erzbischof von Quito. Mitkonsekratoren waren Bernardino Echeverría Ruiz, Bischof von Ambato, und Domenico Comin, Apostolischer Vikar von Méndez. Am 16. November 1956 erfolgte die Ernennung zum Bischof von Cuenca.
Pius XII. erhob das Bistum Cuenca mit der Apostolischen Konstitution Quasi mater am 9. April 1957 zum Erzbistum, womit Serrano erster Erzbischof von Cuenca wurde. Im Erzbistum verfolgte er eine eher konservative Politik zugunsten der Oberschicht. Er nahm von 1962 bis 1965 am Zweiten Vatikanischen Konzil teil und starb im April 1971.